# Château d'Audaux
 (avril 2020).
Le château d'Audaux est un château datant du XVIIe siècle, construit entre 1650 et 1659 à l'initiative de Jean II de Gassion.
Au XIXe siècle, il est la propriété de l'explorateur Antoine d'Abbadie d'Arrast, également propriétaire du château d'Abbadia, dans le Pays basque.
Depuis 1943, le château est la propriété de la fondation des Apprentis d'Auteuil et peut se visiter à l'occasion des Journées européennes du patrimoine.

## Histoire
Le 6 juillet 1650, la terre de Audaux ainsi que les abbayes laïques de Castetbon et de Bugnein sont vendues par Henri de Montaut-Navailles, marquis de Saint-Geniès, à Jean II de Gassion.[réf. souhaitée] Celui-ci est alors président du Parlement de Navarre, et issu d'une grande famille de militaires (son frère, le maréchal de Gassion, combat pendant la bataille de Rocroi aux côtés du Grand Condé).
Il fait ériger le château dès son achat en 1650, jusqu'en 1659. Plusieurs embellissements étoffent l'édifice au cours des années suivantes. Pierre de Gassion, ayant alors récupéré les charges de son père, fait agrandir la chapelle en 1667. Le domaine se transmet tour à tour à Jean de Gassion puis à sa fille unique qui épouse, en 1733, Aymar-Henri de Moret de Grolée, comte de Peyre.
En 1789, la Révolution oblige les descendants du comte à fuir. Le domaine est mis sous séquestre en 1792 et vendu peu après au Bayonnais M. Ithurbide, qui le vend à son tour à Michel-Arnauld d'Abbadie-d'Arrast, père du célèbre explorateur Antoine d'Abbadie d'Arrast, propriétaire du château d'Abbadia.
En 1926, le domaine est vendu par la baronne de Saint-Affrique, leur descendante, à un riche américain, M. Wilcox , qui le modernise notamment avec l'apport de l'électricité. Finalement, le château est vendu en 1943, à la fondation des Apprentis d'Auteuil, après avoir fait l'objet d'une grande campagne de restauration réalisée par l'architecte palois Jules-Antoine Noutary en 1947. Le domaine est inscrit au titre des monuments historiques par arrêté du 15 mars 1947 pour ses façades, combles, toitures, douves, grand escalier, salle des Maréchaux et galerie.
Le domaine se visite à l'occasion des Journées européennes du patrimoine.

## Description

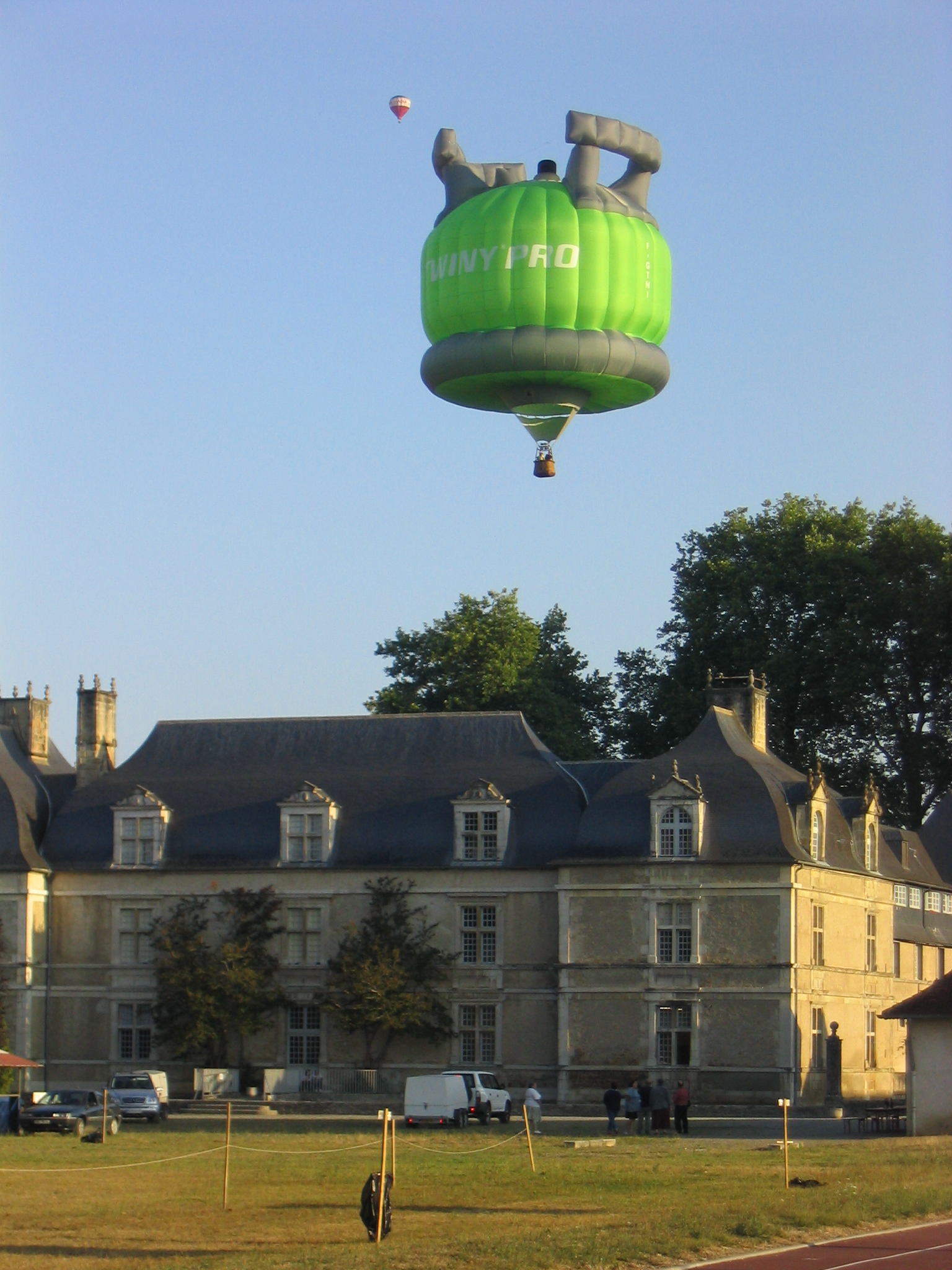
Vue de la façade donnant sur le parc.

Le château se compose d'un grand corps de logis flanqué de deux ailes parallèles en retour d'équerre, formant un « U ».
Il se compose également de trois niveaux, dont un sous combles percé de lucarnes ouvragées. Le logis central se distingue du reste par de l'édifice par la présence d'un toit à l'impériale.
Le bâtiment est entouré de douves rendant son accès possible par un pont sur chacune de ses quatre façades. Les communs et écuries sont situés parallèlement à l'aile est du château.